# Chip of the Flying U (film, 1914)
Pour les articles homonymes, voir Chip of the Flying U.
Pour plus de détails, voir Fiche technique et Distribution.
Chip of the Flying U est un film muet américain réalisé par Colin Campbell, sorti en 1914.
Il s'agit de la première adaptation au cinéma du roman éponyme de Bertha Muzzy Sinclair publié en 1906. Il a fait par la suite l'objet de deux remakes produits par Universal Film Manufacturing Company : Invalide par amour (Chip of the Flying U), avec Hoot Gibson et Virginia Brown Faire réalisé par Lynn Reynolds, sorti en 1926, puis Chip of the Flying U, avec  Johnny Mack Brown et Claire Whitney, réalisé par Ralph Staub, sorti en 1939.

## Fiche technique
- Titre : Chip of the Flying U
- Réalisation : Colin Campbell
- Scénario : Colin Campbell, Peter B. Kyne, d'après le roman de Bertha Muzzy Sinclair
- Photographie :
- Montage :
- Producteur : William Selig
- Société de production :  Selig Polyscope Company
- Société de distribution :  General Film Company
- Pays d'origine :  États-Unis
- Langue : film muet avec les intertitres en anglais
- Métrage : 900 m (3 bobines)
- Format : Noir et blanc — 35 mm — 1,33:1 — Muet
- Genre : Western
- Durée : 30 minutes
- Dates de sortie : 
  -  États-Unis : 29 août 1914
  -  Danemark : 5 mars 1915

## Distribution
- Tom Mix : Chip
- Kathlyn Williams : Della
- Wheeler Oakman : Weary
- Frank Clark : Patsy
- Fred Huntley
- Jack McDonald
- Bessie Eyton
- Old Blue, le cheval de Tom Mix